# Laheküla (Orissaare)
Laheküla – wieś w Estonii, w prowincji Sarema, w gminie Muhu. W 2011 roku wieś zamieszkiwało 17 osób.